# Русовичі
Русо́вичі — село в Україні, у Поромівській громаді Володимирського району Волинської області. Населення становить 17 осіб.

## Історія
У 1906 році село Грибовицької волості Володимир-Волинського повіту Волинської губернії. Відстань від повітового міста 20 верст, від волості 6. Дворів 38, мешканців 247.
12 червня 2020 року, відповідно до розпорядження Кабінету Міністрів України № 708-р «Про визначення адміністративних центрів та затвердження територій територіальних громад Волинської області», увійшло до складу Поромівської сільської територіальної громади.
19 липня 2020 року, в результаті адміністративно-територіальної реформи та ліквідації  Іваничівського району, село увійшло до новоутвореного Володимир-Волинського району (від 18 липня 2022 Володимирського).

## Населення
Згідно з переписом УРСР 1989 року чисельність наявного населення села становила 26 осіб, з яких 10 чоловіків та 16 жінок.
За переписом населення України 2001 року в селі мешкало 17 осіб. 100 % населення вказало своєю рідною мовою українську мову.